# Hélder Câmara

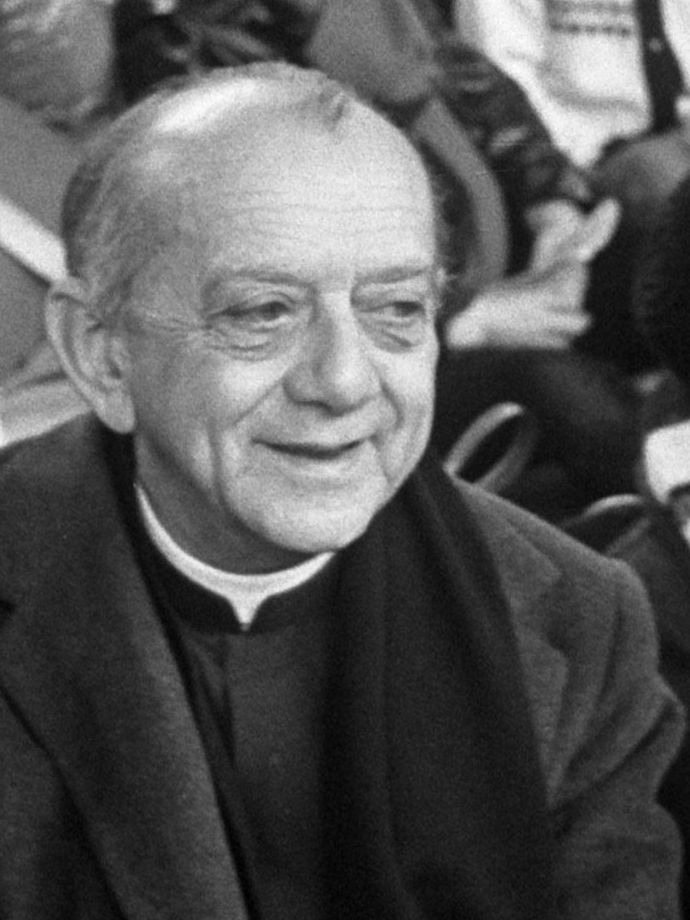
Hélder Câmara (1974)

Hélder Câmara (vollständiger Name, mit dem Matronym: Hélder Pessoa Câmara; * 7. Februar 1909 in Fortaleza, Ceará, in Nordost-Brasilien; † 27. August 1999 in Recife) war ein brasilianischer Erzbischof von Olinda und Recife. Câmara gründete die ersten kirchlichen Basisgemeinden in Brasilien und gehörte zu den profiliertesten Vertretern der Befreiungstheologie. Er galt als einer der bedeutendsten Kämpfer für die Menschenrechte in Brasilien, der in aller Welt die Folterer und Mörder während der Militärdiktatur von 1964 bis 1985 anprangerte.

## Leben

### Herkunft, Studien und frühe Jahre
Dom Hélder Câmara stammte aus Fortaleza, der Hauptstadt des Bundesstaates Ceará im unterentwickelten Nordosten Brasiliens, in dem bis weit in das 20. Jahrhundert hinein vor allem Rinderbarone und Plantagenbesitzer Politik, Wirtschaft und Gesellschaft dominierten. Er war der elfte von 13 Söhnen eines Buchhalters. Seine Mutter war Volksschullehrerin und fromme Katholikin. Fünf seiner Geschwister starben im Kindesalter während einer Grippe-Epidemie. In jungen Jahren erkrankte er an Tuberkulose, von der er sich nie ganz erholte. Bereits als Kind wollte Câmara Priester werden; 1923 trat er ins Priesterseminar ein, im Alter von 22 Jahren empfing er am 15. August 1931 die Priesterweihe.
Nach seiner Priesterweihe war Câmara fünf Jahre in Fortaleza tätig. Bestrebt, die Kirche stärker im Volk zu verankern, baute er die katholische Laienbewegung Katholische Aktion (Ação Católica Brasileira) auf. 1931 gründete er die Arbeitslegion von Ceará, 1933 schuf er die Katholische Arbeiterinnen-Gewerkschaft. Wie ein Großteil der nicht mit der alten Oligarchie verbundenen Intelligentia stand auch Câmara Mitte der 1930er Jahre eine Zeit lang den faschistischen „Grünhemden“ (Ação Integralista Brasileira) nahe, von denen er sich aber bald distanzierte.
Innerhalb der katholischen Kirche machte Câmara rasch Karriere; Papst Pius XII. ernannte ihn zum Geheimkämmerer. 1934 leitete Câmara als Staatssekretär das Erziehungswesen im Staate Ceará, 1936 wurde er in die damalige Hauptstadt Rio de Janeiro versetzt, wo er einen wichtigen Posten im Erziehungsministerium übernahm. In Rio lernte er die miserablen Lebensbedingungen der Bevölkerung in den Elendsvierteln kennen, was zum Wendepunkt seines Lebens wurde. 1947 wurde er zum Nationalpräses der Ação Católica Brasileira ernannt.

### Leben und Wirken als Bischof
Am 3. März 1952 ernannte Papst Pius XII. Câmara zum Weihbischof in Rio de Janeiro und zum Titularbischof von Saldae. Die Bischofsweihe spendete ihm der Erzbischof von Rio de Janeiro, Jaime Kardinal de Barros Câmara, am 20. April desselben Jahres. Mitkonsekratoren waren die Weihbischöfe in Rio de Janeiro, Erzbischof Rosalvo Costa Rêgo und Jorge Marcos de Oliveira. Am 2. April 1955 wurde er zum Koadjutor des Erzbischofs von Rio de Janeiro und zum Titularerzbischof pro hac vice von Saldae ernannt.
In enger Absprache mit Pro-Staatssekretär Giovanni Montini, dem späteren Papst Paul VI., bereitete er maßgeblich die Gründung der Brasilianischen Bischofskonferenz (CNBB) vor (Gründung am 14. Oktober 1952), deren Generalsekretär er bis 1964 wurde. Während dieser Zeit entwickelte sich dieses Gremium zu einer der einflussreichsten Institutionen der Theologie der Befreiung. 1955 war er Generalsekretär des Eucharistischen Weltkongresses; im selben Jahr ging aus seiner Initiative die Lateinamerikanische Bischofskonferenz CELAM hervor.
Seine Besuche als Bischof in den Elendsvierteln von Rio, seine Bemühungen, annehmbare Wohnbedingungen für die Armen zu schaffen, und seine Fernsehpredigten machten ihn in der Zeit äußerst populär. 1956 initiierte er die Kampagne Sankt Sebastian in Rio de Janeiro, bestimmt für die Lösung der Probleme der Elendsviertelbewohner. 1959 gründete er in Rio de Janeiro die Vorsorgebank (Banco da Providência), die sich speziell mit der Elendsfrage beschäftigt.
Auf dem Zweiten Vatikanum (1962–1965) war Câmara einer der profiliertesten Sprecher der Kirche der Dritten Welt. Am Vorabend der zweiten Sitzungsperiode des Konzils im Jahre 1963 richtete er einen offenen Brief an seine Mitbischöfe, in dem er sie beschwor, den äußeren Reichtum abzulegen, um die Distanz zwischen ihnen und den arbeitenden Menschen zu verringern. Am 16. November 1965 mündete dies in den Katakombenpakt, den 40 Bischöfe der ganzen Welt in den Domitilla-Katakomben eingingen. Der Pakt griff das Leitwort Johannes XXIII. von einer „Kirche der Armen“ auf.
Am 1. April 1964 wurden die Reformbemühungen der brasilianischen Präsidenten Jânio Quadros und João Goulart durch einen Militärputsch beendet. Kurz zuvor, am 12. März 1964, wurde Câmara durch Papst Paul VI. zum Erzbischof von Olinda e Recife ernannt.

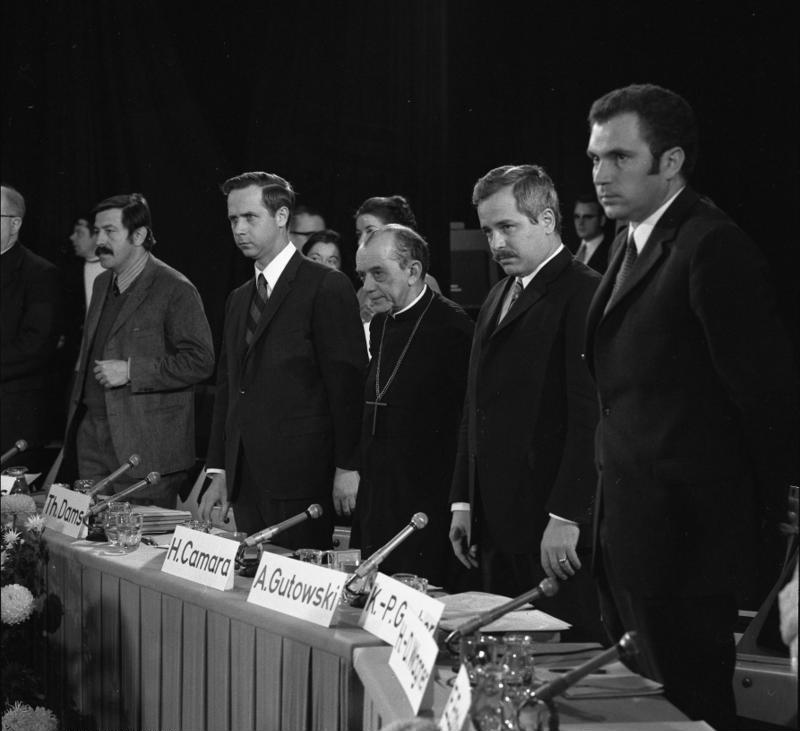
Erzbischof Câmara (Bildmitte) beim Deutschen Forum für Entwicklungshilfe 1970 in Bonn; links von ihm: Theodor Dams und Günter Grass

Unter der Militärdiktatur blieb Câmara zunächst in der Amtszeit des Präsidenten Castelo Branco noch weitgehend unbehelligt. Câmara setzte sich weiterhin national wie international für gewaltlose Sozial- und Landreformen zugunsten der ausgebeuteten Kleinbauern in Brasilien und der übrigen Dritten Welt ein. Er rief ein Erziehungsprogramm, ein Selbsthilfeprogramm für Bauern und die „Aktion Friede und Gerechtigkeit“ ins Leben, die von rechtskonservativen Kreisen als „soziales Agitationsforum“ angegriffen wurde. Nachdem Artur da Costa e Silva 1968 Präsident geworden war, denunzierte man ihn zunehmend als „roten Bischof“. Mehrere Attentate wurden auf ihn verübt; sein geistlicher Sekretär, Pater Antonio Peirera Neto, wurde erschossen. In einer international vielbeachteten Rede prangerte er am 26. Mai 1970 im Palais des Sports in Paris vor 10.000 Zuschauern das Foltern von politischen Gegnern in seiner Heimat an. Nach seiner Rückkehr nach Brasilien sorgte die Militärregierung dafür, dass er von nun an bis zum Ende der Militärdiktatur (1983) von der einheimischen Presse geächtet wurde.
Währenddessen stieg Câmaras Popularität im Ausland. In den späten 1960er und in den 1970er Jahren besuchte er mehrfach Deutschland, unter anderem anlässlich des 1. Bundesverbandstages der Katholischen Arbeitnehmer-Bewegung im Mai 1971 in Würzburg. Zahlreiche Vortragsreisen führten ihn in die USA, nach Kanada, Japan und Europa. Es wurden ihm internationale Friedenspreise und 18 Ehrendoktorate von ausländischen Universitäten verliehen. Viermal wurde er für den Friedensnobelpreis vorgeschlagen. Dagegen entfachten die Militärs Anfang der 1970er Jahre eine verdeckte Kampagne – und zwar mit Erfolg. So wurde ihm stattdessen 1974 ein „Alternativer Friedenspreis“ verliehen.
Am 2. April 1985 trat Câmara aus Altersgründen von seinem Amt des Erzbischofs zurück. Als sein Nachfolger wurde Dom José Cardoso Sobrinho ernannt, ein Mann der Konservativen, der zuvor zwanzig Jahre lang Professor für Kirchenrecht in Rom gewesen war. Câmara musste erleben, dass sein Nachfolger beauftragt war, seine Pastoral zu „korrigieren“. Sobrinho beendete die sozialen Projekte und bekämpfte den Einfluss der Befreiungstheologie in Brasilien.

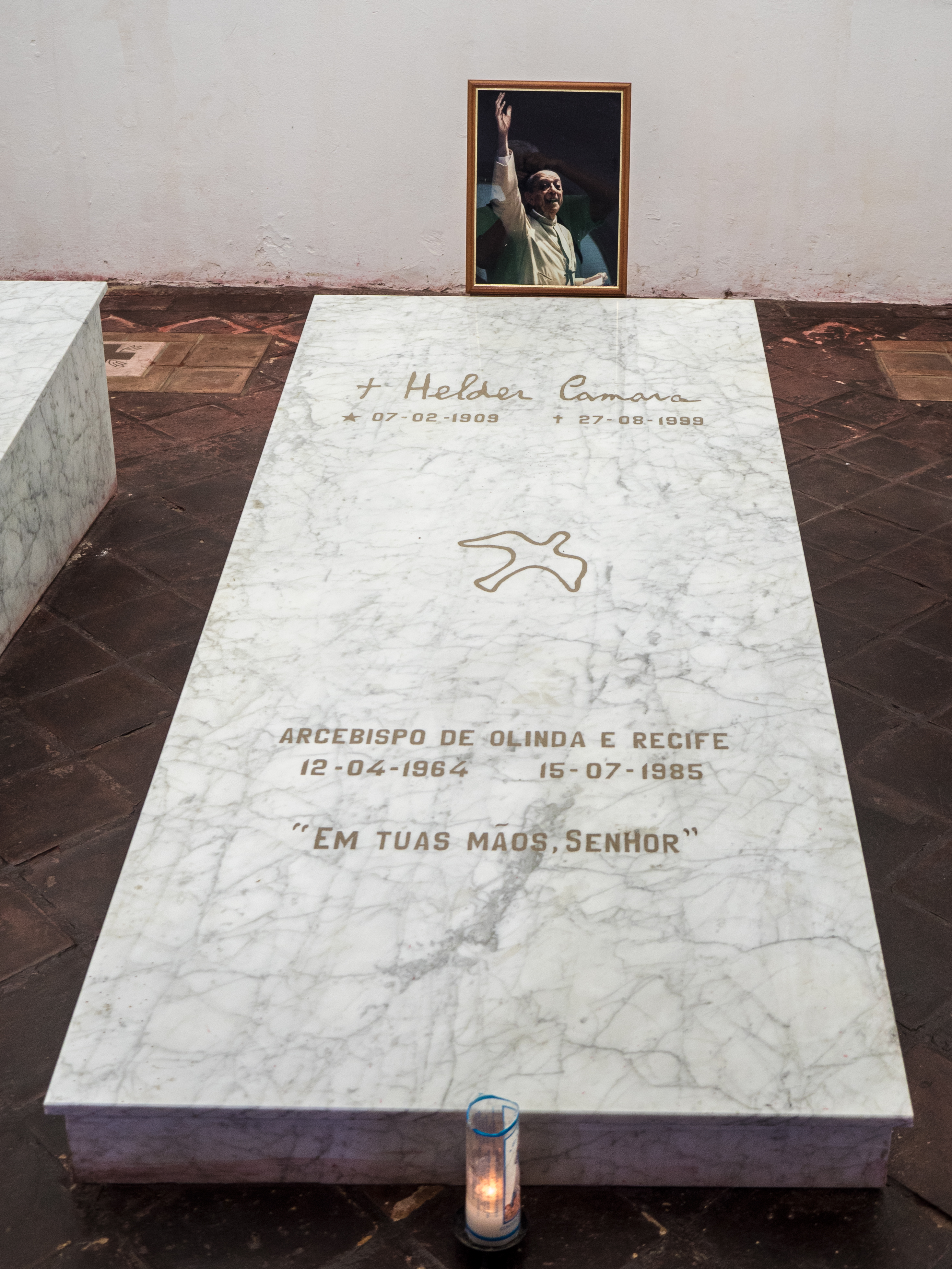
Grab von Erzbischof Câmara im Mausoleum der Bischöfe im Dom von Olinda

Dom Hélder Câmara starb am 27. August 1999 in Recife. Sein Grab befindet sich im „Mausoleum der Bischöfe“ im Dom von Olinda. Der zuletzt schleppende Seligsprechungsprozess wird von Papst Franziskus gefördert (Stand: April 2015).

## Wirken
In Vorschlägen zu Sozialgesetzen, der Erziehung der Analphabeten, in Stellungnahmen zu Menschenrechten, zur Agrarreform und in direktem Dialog mit Politikern versuchte Câmara in die politische, soziale und wirtschaftliche Sphäre des öffentlichen Lebens hineinzuwirken, Missstände anzuklagen und deren Überwindung herbeizuführen. So setzte er sich entschieden für die Erwachsenenbildung ein, indem er Basisgruppen gründete und Radioschulen schuf.
Câmaras Einfluss beschränkte sich nicht nur auf den brasilianischen und den lateinamerikanischen Klerus, sondern war auch noch bis in das Zweite Vatikanum (1962–1965) spürbar – besonders an den Stellen der Pastoralkonstitution Über die Kirche in der Welt von heute, das die Hinwendung der Kirche zu den Armen und Unterdrückten bekräftigte.

## Zitate
- Angesichts des Elends in seiner armen Kirchenprovinz, in der Tausende von Kindern jährlich verhungern, sagte er: „Quando dou comida aos pobres chamam-me de santo. Quando pergunto por que eles são pobres chamam-me de comunista.“ – „Wenn ich den Armen Essen gebe, nennen sie mich einen Heiligen. Wenn ich frage, warum sie arm sind, nennen sie mich einen Kommunisten.“[9]
- „Wenn einer allein träumt, ist es nur ein Traum. Wenn viele gemeinsam träumen, ist das der Anfang einer neuen Wirklichkeit.“[10]

## Auszeichnungen
- Alternativer Friedenspreis, 1974; 1973 war Câmara für den Friedensnobelpreis nominiert. Nachdem – aufgrund einer umstrittenen Entscheidung – Henry Kissinger diesen Preis bekommen hatte, wurde Câmara nach einer Sammlung der mit etwa einer Million DM dotierte Friedenspreis des Volkes verliehen.
- Pacem in Terris Award, 1975
- Thomas Merton Award, 1976
- Niwano-Friedenspreis, 1983[11]

## Erinnerung
An die Persönlichkeit und an das Lebenswerk von Dom Hélder erinnert unter anderem das Instituto Dom Helder Camara (IDHeC) neben der Igreja das Fronteiras im Stadtteil Boa Vista von Recife. Zu diesem Dokumentations- und Forschungszentrum gehört auch ein Museum.

## Film
1974 realisierten die Schweizer Walter Marti und Reni Mertens den Film Gebet für die Linke mit Hélder Câmara.

## Ausgewählte Werke in deutscher Übersetzung
- Revolution für den Frieden. Übersetzt aus dem Portugiesischen von Franz-Wilhelm Heimer. Herder, Freiburg im Breisgau u. a. 1969.
- Es ist Zeit. Übersetzt aus dem Französischen von Marianne Weiss und Ellie Petertil. Styria, Graz u. a. 1970.
- Die Spirale der Gewalt. Aus dem Französischen übersetzt von Marianne Weiss. Styria, Graz u. a. 1970.
- Mach aus mir einen Regenbogen. Aus dem Französischen übersetzt von Alfred Kuoni. Pendo, Zürich 1981, ISBN 3-85842-386-6.
- Selig, die träumen. 5-Minuten Radiopredigten. Übersetzt aus dem Portugiesischen von Horst Goldstein. Pendo, Zürich 1982.
- Hoffen wider alle Hoffnung. Übersetzt aus dem Französischen von Alfred Kuoni. Pendo, Zürich 1981.
- Gott lebt in den Armen. Aus dem Französischen übertragen von Franz Mayer. Walter, Freiburg im Breisgau/Olten 1986.
- Maria, eine Mutter auf meinem Weg. Betrachtungen und Gebete. Übersetzt von Josef Schwind. Verlag Neue Stadt, München u. a 1985.
- In deine Hände, Herr. Gedanken und Gebete. Übertragen ins Deutsche von Karl Kraut. 3. Auflage. Verlag Neue Stadt, München u. a. 1991.
- Haben, ohne festzuhalten. Texte für eine bessere Welt. Pendo, Zürich 2009, ISBN 978-3-86612-209-3.
- Briefe aus dem Konzil. Nachtwachen im Kampf um das Zweite Vatikanum. Übersetzt aus dem Portugiesischen von Conrad Berning und Luis Bedin Fontana. Edition Exodus, Luzern 2016, ISBN 3-905577-93-3.